# Brasil en los Juegos Paralímpicos de Pekín 2008
Brasil estuvo representado en los Juegos Paralímpicos de Pekín 2008 por un total de 187 deportistas, 133 hombres y 54 mujeres.

## Medallistas
El equipo paralímpico brasileño obtuvo las siguientes medallas:
| Nombre | Deporte       | Evento                                        |
| --- | ------------- | --------------------------------------------- |
| Oro |               |                                               |
| Terezinha Guilhermina | Atletismo     | 200 m T11 femenino                            |
| Lucas Prado | Atletismo     | 100 m T11 masculino                           |
| Lucas Prado | Atletismo     | 200 m T11 masculino                           |
| Lucas Prado | Atletismo     | 400 m T11 masculino                           |
| Dirceu Pinto | Bochas        | Individual BC4 mixto                          |
| Eliseu dos Santos Dirceu Pinto | Bochas        | Dobles BC4 mixto                              |
| Damião Ramos Ricardo Alves Andreonni Rego Marcos Felipe Jeferson da Conceição Mizael Oliveira João Batista Silva Severino Silva Sandro Laina Fábio Luiz | Fútbol 5      | Torneo masculino                              |
| André Brasil | Natación      | 100 m mariposa S10 masculino                  |
| André Brasil | Natación      | 50 m libre S10 masculino                      |
| André Brasil | Natación      | 100 m libre S10 masculino                     |
| André Brasil | Natación      | 400 m libre S10 masculino                     |
| Daniel Dias | Natación      | 50 m espalda S5 masculino                     |
| Daniel Dias | Natación      | 100 m libre S5 masculino                      |
| Daniel Dias | Natación      | 200 m libre S5 masculino                      |
| Daniel Dias | Natación      | 200 m estilos SM5 masculino                   |
| Antônio Tenório | Yudo          | –100 kg masculino                             |
| Plata |               |                                               |
| Terezinha Guilhermina | Atletismo     | 100 m T11 femenino                            |
| Shirlene Coelho | Atletismo     | Jabalina F35-38 femenino                      |
| Tito Sena | Atletismo     | Maratón T46 masculino                         |
| Yohansson Nascimento Alan Oliveira André Luiz Oliveira Claudemir Santos                                                                                 | Atletismo     | 4 × 100 m T42-46 masculino                    |
| Daniel Dias | Natación      | 50 m libre S5 masculino                       |
| Daniel Dias | Natación      | 50 m mariposa S5 masculino                    |
| Daniel Dias | Natación      | 100 m braza SB4 masculino                     |
| Phelipe Rodrigues | Natación      | 50 m libre S10 masculino                      |
| Phelipe Rodrigues | Natación      | 100 m libre S10 masculino                     |
| André Brasil | Natación      | 200 m estilos SM10 masculino                  |
| Francisco Avelino Daniel Dias Clodoaldo Silva Ivanildo Alves Adriano Lima Luis Silva                                                                    | Natación      | 4 × 50 m estilos (20 ptos.) masculino         |
| Welder Knaf Luiz Algacir da Silva | Tenis de mesa | Equipo 3 masculino                            |
| Karla Cardoso | Yudo          | –48 kg femenino                               |
| Deanne Silva | Yudo          | +70 kg femenino                               |
| Bronce |               |                                               |
| Ádria Santos | Atletismo     | 100 m T11 femenino                            |
| Jerusa Santos | Atletismo     | 200 m T11 femenino                            |
| Terezinha Guilhermina | Atletismo     | 400 m T12 femenino                            |
| Odair Santos | Atletismo     | 800 m T12 masculino                           |
| Odair Santos | Atletismo     | 5000 m T13 masculino                          |
| Odair Santos | Atletismo     | 10 000 m T12 masculino                        |
| Yohansson Nascimento | Atletismo     | 100 m T46 masculino                           |
| Eliseu dos Santos | Bochas        | Individual BC4 mixto                          |
| Marcos Alves | Hípica        | Doma individual grado «Ib» mixto              |
| Marcos Alves | Hípica        | Doma individual estilo libre grado «Ib» mixto |
| Edênia Garcia | Natación      | 50 m libre S4 femenino                        |
| Fabiana Sugimori | Natación      | 50 m libre S11 femenino                       |
| Verônica Almeida | Natación      | 50 m mariposa S7 femenino                     |
| Joon Sok Seo Daniel Dias Clodoaldo Silva Adriano Lima                                                                                                   | Natación      | 4 × 50 m libre (20 ptos.) masculino           |
| Josiane Lima Elton Santana | Remo          | Scull doble TAMix2x mixto                     |
| Michele Ferreira | Yudo          | –52 kg femenino                               |
| Daniele Bernardes | Yudo          | –57 kg femenino                               |